# Al-Batina
Die Batina-Ebene (arabisch الباطنة, DMG al-Bāṭina) ist ein fruchtbarer, dicht besiedelter Küstenstreifen im Norden Omans sowie eine der Regionen des Landes. Bis 2001 war al-Batina eines der Gouvernements des Oman, mit der Hauptstadt Suhar. Am 28. Oktober 2011 wurde es zweigeteilt in die Gouvernements Schamal al-Batina (Al-Batina Nord) und Dschanub al-Batina (Al-Batina Süd).
Die Region erstreckt sich etwa 250 km entlang des Golfs von Oman und reicht von der Grenze zu den Vereinigten Arabischen Emiraten (Emirat al-Fudschaira) bis hinunter in die Region um die omanische Hauptstadt Maskat. Oft werden das nördliche und südliche Ende mit den Orten Chatma al-Malaha (im Norden) und Rasl al-hamra (im Süden) angegeben. Die Region erstreckt sich über eine Fläche von 13.222 km².

## Geographie
Der festländischen Al-Batina-Küste vorgelagert sind die Ad-Dimaniyat-Inseln und die Sawadi-Inseln.

## Wirtschaft
Die Küstenebene ist im Schnitt 25 km breit und wird bereits seit vielen Jahrhunderten landwirtschaftlich intensiv genutzt. Hier befindet sich das Zentrum der omanischen Landwirtschaft, und es werden neben großen Mengen an Datteln auch Zitrusfrüchte, Bananen, Mangos und Tomaten in großem Stil angebaut. Neben der Landwirtschaft gibt es auch industrielle und maritime Aktivitäten. Das Zentrum hierfür stellt Suhar, mit knapp über 100.000 Einwohnern die größte und bedeutendste Stadt in der Batina-Ebene, dar. In Suhar gibt es nach wie vor drei ertragreiche Kupferminen, und der Hafen wird gerade neu ausgebaut, um einen umfassenderen Schiffsverkehr zu ermöglichen. Auch der Tourismus spielt in der Batina-Ebene eine immer wichtiger werdende Rolle. Die Gegend lockt mit ihren sauberen Stränden und ihrem Kulturangebot (Burgen, Schlösser, Forts, Altstädte, islamische Architektur etc.) vermehrt Touristen an. Hierbei sind die Orte Rustaq (für einige Zeit  Hauptstadt Omans), al-Hazm und Nachl („Dattelpalme“) zu nennen.

## Bevölkerung
Die Batina-Ebene ist die am dichtesten besiedelte Region Omans (abgesehen von der kleinen Hauptstadtregion) und zählte 772.590 Einwohner auf einer Fläche von 13.222,44 km² zur Volkszählung 2010, was eine Bevölkerungsdichte von 58,4 ergibt. Wenn man die angrenzende Hauptstadtregion noch mitrechnet, sind es über eineinhalb Millionen. Die wichtigsten Städte sind die Regionshauptstädte Suhar (130.000 Einwohner) und Rustaq (28.000 Einwohner). Weitere größere Städte sind al-Chabura (42.000 Einwohner), as-Suwaiq (28.000 Einwohner), Chadra as-Saad (24.000 Einwohner), Saham (13.000 Einwohner), Barka (13.000 Einwohner) und Nachl (11.000 Einwohner).

## Klima
Das Klima ist ganzjährig trocken, weshalb die meiste Zeit des Jahres über bewässert werden muss. Im Winter ist es warm, im Sommer sehr heiß mit hoher Luftfeuchtigkeit; die Spitzenwerte erreichen hier 48 °C. Das Meer lädt immer zum Baden ein.

## Verwaltungsgliederung
Das Gouvernement Schamal al-Batina (nördliches Gebiet) beinhaltet die Wilayat:
- Suhar (Hauptstadt)
- al-Chabura
- as-Suwaiq
- Liwa
- Saham
- Schinas

Das Gouvernement Dschanub al-Batina (südliches Gebiet) beinhaltet die Wilayat:
- Rustaq (Hauptstadt)
- al-Masnaʿa
- Awabi
- Barka
- Nachl
- Wadi al-Maʿawil

## Historische Karten des Oman

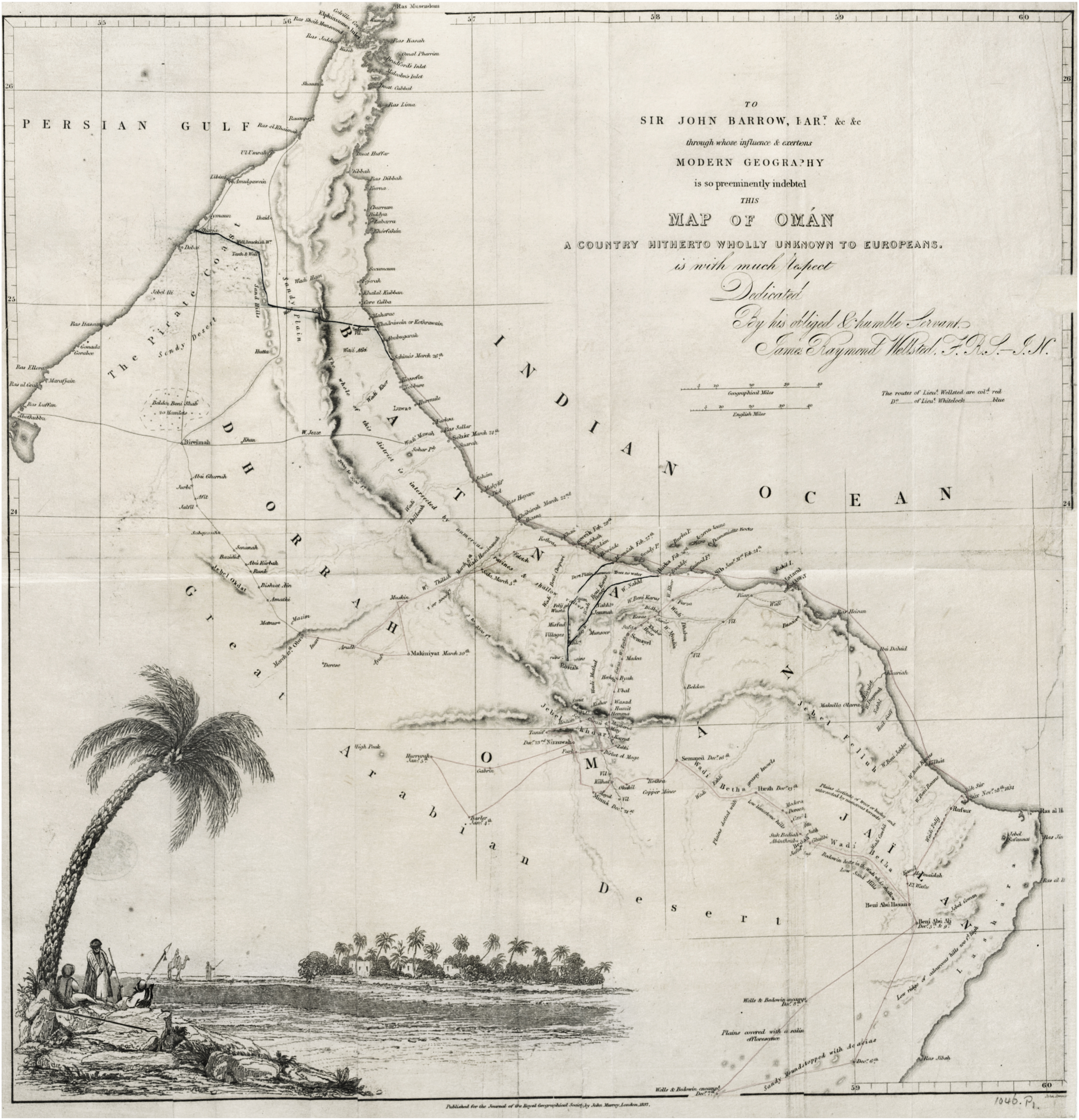
1838
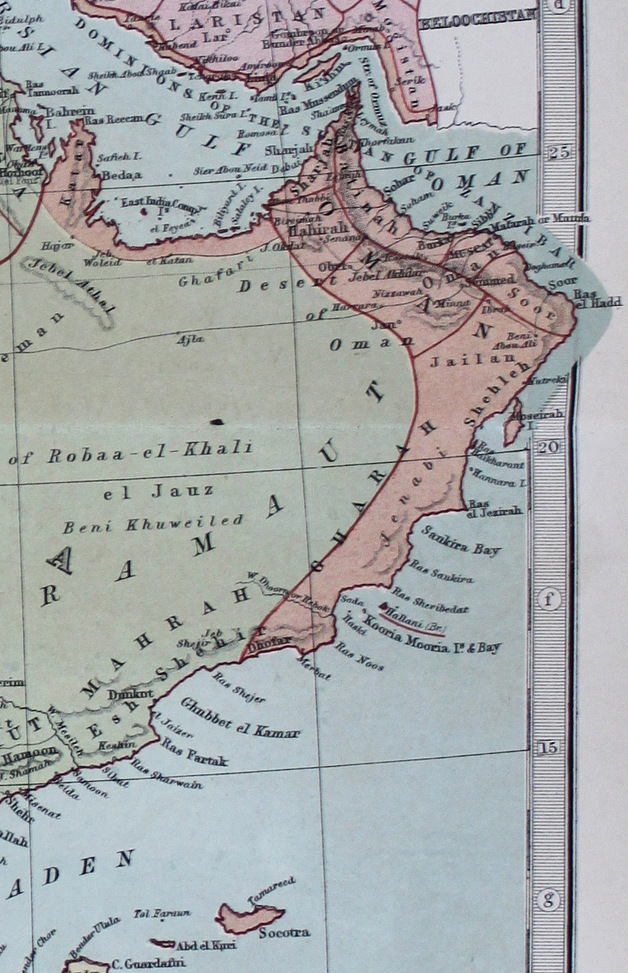
1873
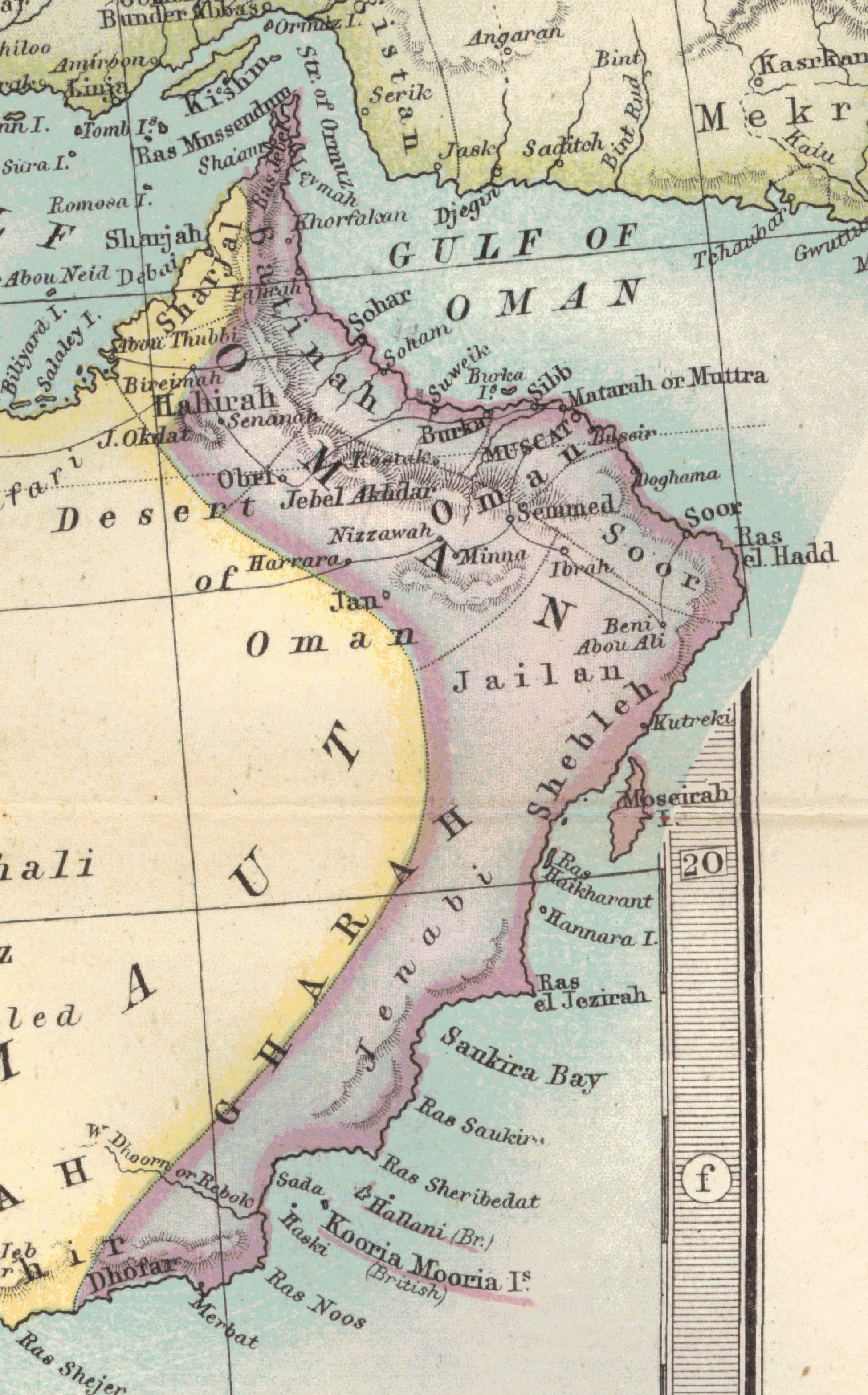
1879